# Decodificador secreto

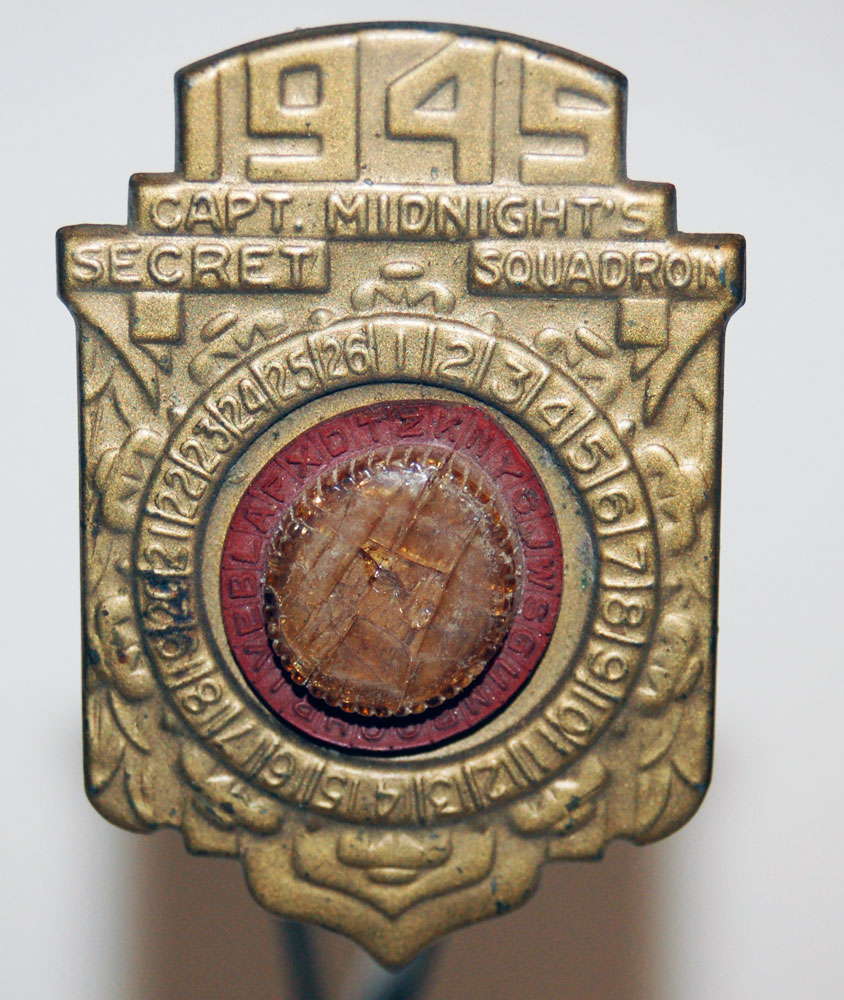
Uma insígnia decodificadora.

O decodificador secreto foi um brinquedo popular entre as crianças, entre a década de 1930 e o final do século XX. Era ocasionalmente incluído como um prêmio em caixas de cereais e lanches.
Há certa confusão entre decodificadores secretos e anéis decodificadores. A maior parte dos decodificadores que eram atribuídos como prêmios por rádios possuíam escalas circulares: estes eram descendentes do disco de cifra, desenvolvido no século XV por Leon Battista Alberti. Uma vez que tanto a escala alfabética de cifra quanto as letras (ou geralmente números) em textos normais eram circulares, algumas pessoas consideravam as escalas circulares como "anéis", criando a confusão. A maior parte dos prêmios eram pinos ou insígnias decodificadoras.